# Dorfmuseum im Pfannerhaus

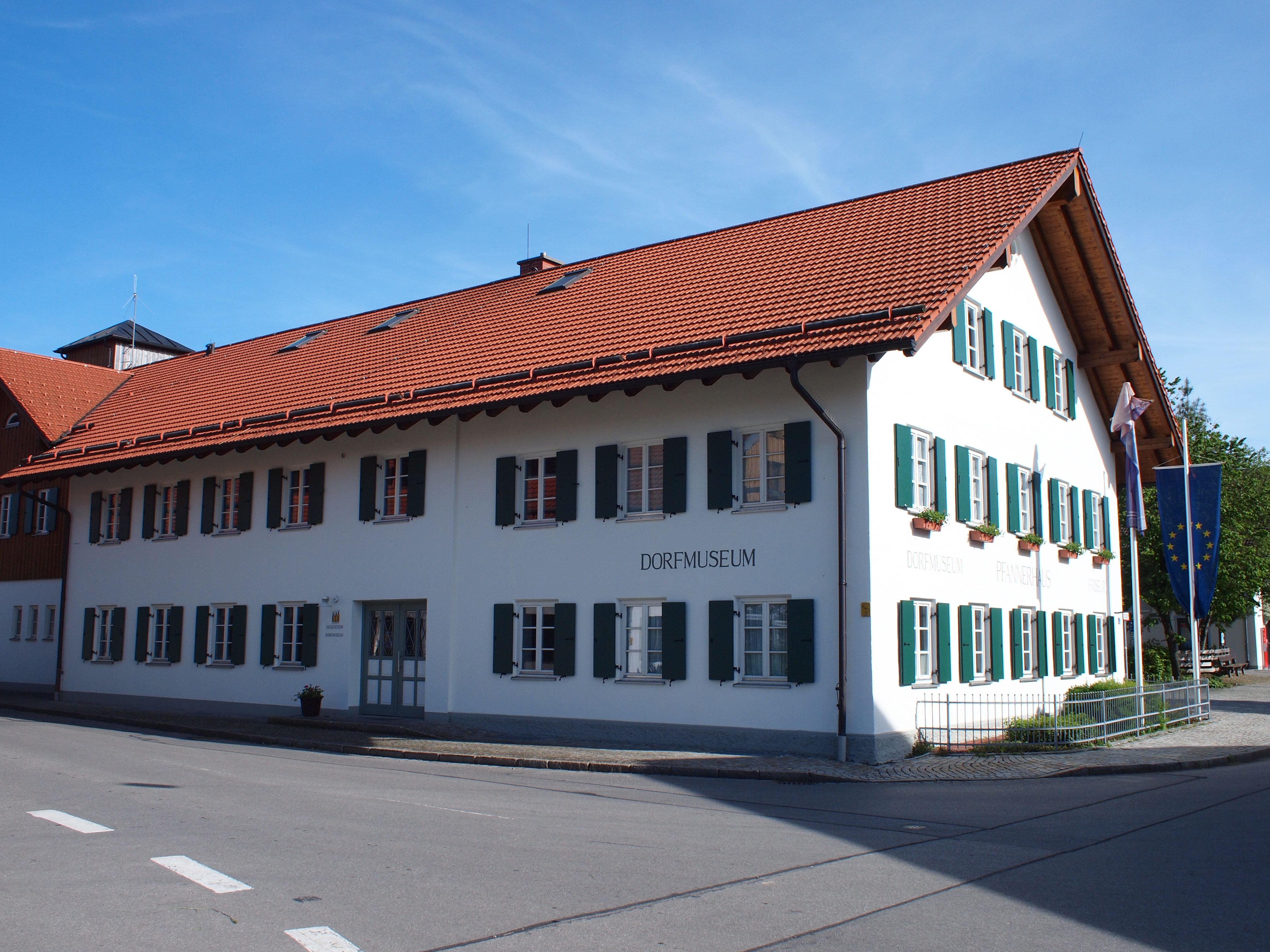
Das Dorfmuseum im Pfannerhaus in der Hauptstraße 1

Das Dorfmuseum im Pfannerhaus ist ein Heimatmuseum in der Gemeinde Roßhaupten im Landkreis Ostallgäu. Zusätzlich finden dort wechselnde Kunstausstellungen statt.

## Geschichte
Das Haus trägt den Namen der Familie Pfanner, die seit ca. 1860 in Roßhaupten ansässig ist. Georg Pfanner kam damals als Käsereigehilfe zu Alois Haggenmiller, der eine der ersten Käsereien im Ort betrieb. Bald darauf wurde Georg Pfanner Milchkäufer und besaß eigene Käsereien, unter anderem erwarb er zu diesem Zweck im Jahr 1894 das heutige Pfannerhaus. Das Haus blieb über Generationen im Besitz der Familie Pfanner, ehe die Gemeinde Roßhaupten das Gebäude im Jahr 1998 vom letzten Besitzer Xaver Pfanner erwarb.
Die Einrichtung des Museums, das dem Museenverbund Auerbergland angeschlossen ist, wurde vom Roßhauptener Künstler und Heimatforscher Pankraz Walk initiiert. 1998 wurde ein Museumsverein gegründet. Die Eröffnung des Museums war am 10. Oktober 1999.

## Ausstellungen
Das Museum befasst sich mit bedeutenden Persönlichkeiten Roßhauptens: Johann Jakob Herkomer war ein angesehener Baumeister, Maler, Bildhauer und Stuckateur des Barock. Er erbaute unter anderem die architektonisch anspruchsvolle Kapelle Mariä Sieben Schmerzen in Sameister, seinem Geburtsort. Caspar Tieffenbrucker gilt als einer der bedeutendsten Lauten- und Geigenbauer des 16. Jahrhunderts, Roman Anton Boos war ein überregional anerkannter Bildhauer.
Daneben befasst sich das Museum mit dem einmaligen Thema der Kunstblumenindustrie in der Nachkriegszeit und mit dem Schicksal der Sudetendeutschen. Es gibt Einblicke in die Wohnkultur früherer Zeiten und beschreibt Arbeitsumfeld und Werkzeuge alter Berufe, der Landwirtschaft und der Imkerei. Zusätzlich ist im Museum das Informationszentrum Via Claudia Augusta untergebracht.